# Panki
Panki (früher auch Panków, Pankówka, Pańki, Kuźnica Herbułtowska) ist ein Dorf im Powiat Kłobucki der Woiwodschaft Schlesien in Polen. Es ist Sitz der gleichnamigen Landgemeinde mit 5035 Einwohnern (Stand 31. Dezember 2020).

## Geschichte

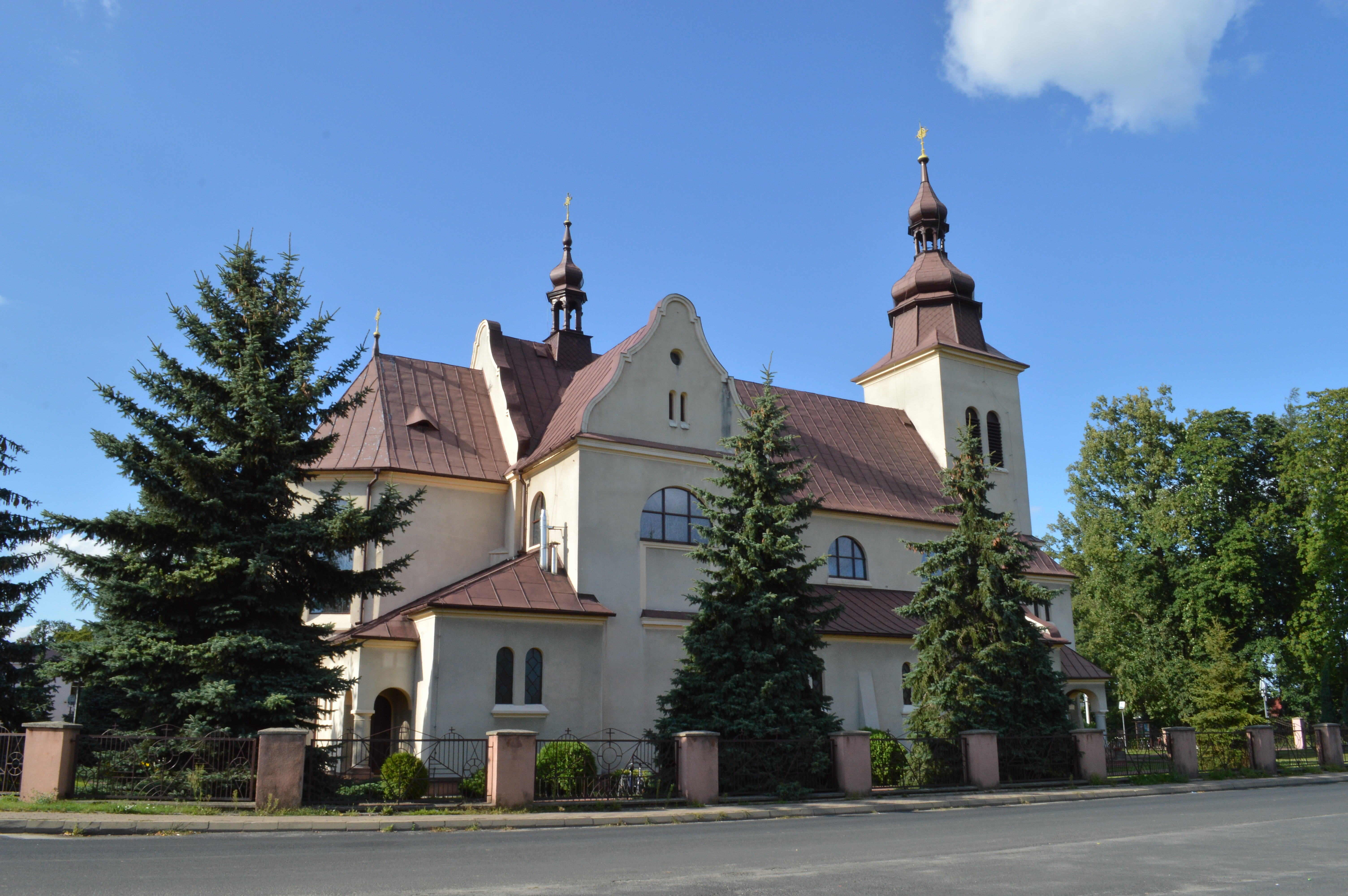
Ortskirche

Im Jahr 1374 verlieh der Herzog Wladislaus II. von Oppeln, der 1370–1392 Lehnsherzog von Wieluń war, einen Privileg für Gründung einer Eisenerzgrube und eines Eisenhammers bei Krzepice.
Der Ort wurde im Jahr 1451 im Satz Ioanni Herborth super ferrificium Costryna ad preces Ioanis Paniek, mineratoris Crzepiczensis, confirmantur erstmals urkundlich erwähnt und später als Floriani Panek ... minera Herbultowska Pankow (1566), Kuźnica Panek (1581), Pankowka (1748), Panki czyli Kuźnica (1787). Der besitzanzeigende Name mit dem Suffix -ów bzw. -ówka war von der Familie Pańkowie (Pańki) abgeleitet, ab dem 18. Jahrhundert ohne den Suffix, früher auch mit dem Nebennamen Kuźnica Herbułtowska (auf Deutsch etwa Eisenhammer von Herbort).
Nach der zweiten Teilung Polens von 1793 bis 1807 gehörte das Gebiet zu Südpreußen. 1809 kam es ins Herzogtum Warschau und 1815 ins neu entstandene russisch beherrschte Kongresspolen. 1827 gab es 73 Häuser mit 583 Einwohnern. In der ersten Hälfte des 19. Jahrhunderts war die Hütte in Panki eine der größten Kongresspolens. 1854 entstand dort eine evangelisch-augsburgische Filialgemeinde von Wieluń, die Protestanten in Natolin, Lindów und Rozalin umfasste. Als die Filialgemeinde Panki aufgelöst wurde, wurden ihre Mitglieder von der Gemeinde in Tschenstochau übernommen.
Um das Jahr 1880 hatte das Dorf 116 Häuser mit 945 Einwohnern. 1881 wurde die Hütte liquidiert. Die Eisenmetallurgie wurde völlig in das Dombrowaer Kohlebecken verlegt.
Nach dem Ende des Ersten Weltkriegs kam Panki zu Polen. Unterbrochen wurde dies nur durch die Besetzung Polens durch die Wehrmacht im Zweiten Weltkrieg. Gleich zum Beginn des Überfalls auf Polen fand unweit der Stadt die Schlacht bei Mokra statt, bei welcher die deutsche 4. Panzer-Division von einer polnischen Kavallerie-Brigade gestellt und geschlagen wurde. Es gehörte dann völkerrechtswidrig zum Landkreis Blachstädt im Regierungsbezirk Kattowitz in der Provinz Schlesien (seit 1941 Provinz Oberschlesien).
Von 1975 bis 1998 gehörte Panki zur Woiwodschaft Częstochowa.

## Gemeinde
Zur Landgemeinde (gmina wiejska) Panki gehören das Dorf selbst und 11 weitere Dörfer mit Schulzenämtern (sołectwa).